# Tomas Tranströmer
Tomas Gösta Tranströmer (15. april 1931 - 26. marts 2015) var en svensk forfatter og oversætter, hvis digtning har haft stor betydning både nationalt og internationalt. Hans værker er oversat til flere end 60 sprog, og han modtog Nobelprisen i litteratur i 2011 "fordi han, gennem sine kondenserede, gennemsigtige beskrivelser, viser os en ny tilgang til virkeligheden."
Tranströmer debuterede i 1954 med digtsamlingen 17 dikter og siden udgav han hen ved en snes samlinger af digte, herunder Langsom musik (1990) og Østersøer (1996), der er udkommet på dansk. Han arbejdede desuden i en årrække som psykolog, indtil han i 1990 fik et slagtilfælde, og siden havde han yderst svært ved at tale, så andre kunne forstå det.
Tranströmer døde den 26. marts 2015.